# Ariégeois
Ariégeois – rasa psa, należąca do grupy psów gończych, posokowców i ras pokrewnych. Zaklasyfikowana do sekcji psów gończych średniej wielkości. Podlega próbom pracy.

## Rys historyczny
Kynolodzy francuscy Ariégeois uważają za potomka dużego gończego gaskońskiego i gascon saintongeois. W powstaniu tej rasy udział miały także lokalne briquety. Pochodzi z północnej części Pirenejów, rejonu Ariége. Tam od dawna był wykorzystywany do polowań głównie na zające.

## Wygląd
Umaszczenie białe w czarne łaty z bladym podpalaniem w okolicy policzków, oczu i łap. Mogą występować czarne cętki, lecz niezbyt licznie.

## Użytkowość
Lekka budowa tego psa i doskonały węch sprawiają, że dobrze sprawdza się w polowaniu na drobną zwierzynę w warunkach górskich i suchych.